# Jorge Ferreira de Vasconcellos
Jorge Ferreira de Vasconcellos (* um 1515 in Lissabon; † 1585 ebenda) war ein portugiesischer Dramatiker und Romanschreiber.
Vasconcelos wurde wahrscheinlich in Coimbra erzogen und studierte an der Universität Coimbra. Er war Höfling beim portugiesischen König Johann III., dem er als Sekretär diente, und arbeitete seit 1563 für die Casa da Índia. Vasconcelos schrieb einige Sittenkomödien in Prosa, darunter „Eufrósina“ (1555), ein moralisierendes Gegenstück zum spanischen Roman „La Celestina“. Sein Roman „Memorial da Segunda Távola Redonda“ erschien 1567, Vasconcelos kritische Schilderungen der portugiesischen Gesellschaft in seinen Dramen machten ihn berühmt. „Ulisipo“ und „Aulegrafia“ erschienen postum.